# Borneosånghöna
Borneosånghöna (Arborophila hyperythra) är en fågel i familjen fasanfåglar inom ordningen hönsfåglar.

## Utseende och läte
Borneosånghönan är en bjärt färgad hönsfågel. Kombinationen av varmt orangefärgat huvud och bröst samt distinkta svartvita fjäll på kroppssidorna är unik. Sången är ringande och repetetativ, en serie med korta visslingar som ofta avges som en duett mellan könen.

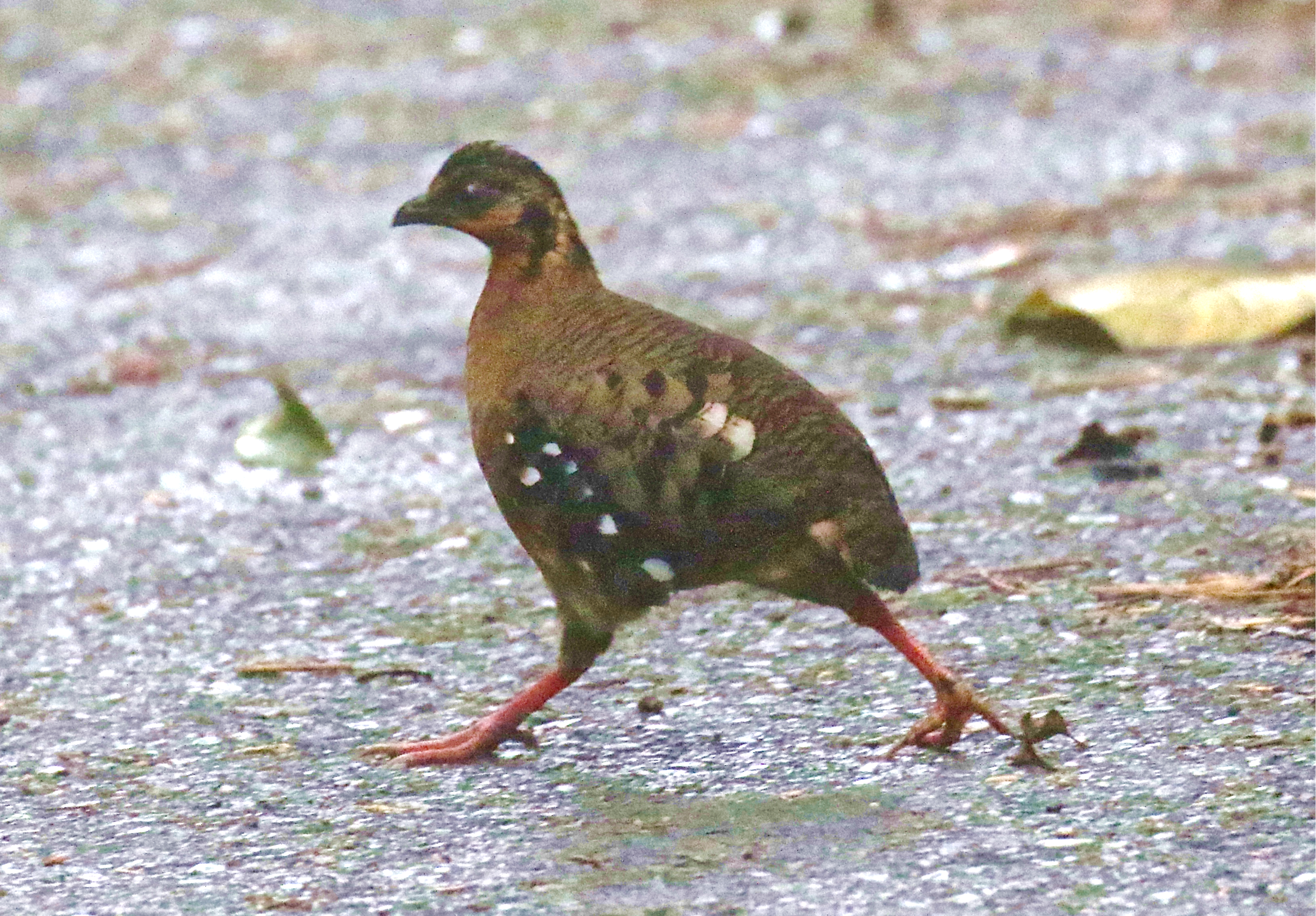

## Utbredning och systematik
Borneosånghöna behandlas antingen som monotypisk eller delas in i två underarter med följande utbredning:
- Arborophila hyperythra hyperythra – förekommer i bergsskogar på norra centrala Borneo
- Arborophila hyperythra erythrophrys – förekommer på berget Kinabalu (norra Borneo)

## Levnadssätt
Borneosånghönan hittas i bergsskogar, där den födosöker i tät undervegetation. Liksom andra sånghöns hörs den oftare än ses.

## Status och hot
Arten har ett stort utbredningsområde, men tros minska i antal, dock inte tillräckligt kraftigt för att den ska betraktas som hotad. Internationella naturvårdsunionen IUCN listar därför arten som livskraftig (LC).